# 劳拉·巴代亚
劳拉·巴代亚（羅馬尼亞語：Laura Badea，1970年3月28日—），罗马尼亚女子击剑运动员。她曾代表罗马尼亚参加1992年、1996年、2000年和2004年夏季奥林匹克运动会击剑比赛，获得一枚金牌、一枚银牌和一枚铜牌。